# 1959 (píseň)
"1959" je skladba od rockové zpěvačky Patti Smith z jejího sedmého studiového alba (počítaje i ty s Patti Smith Group) Peace and Noise z roku 1997. Píseň napsala společně s Tony Shanahanem.